# شهرستان هیوستون (مینه‌سوتا)
شهرستان هیوستون، مینه‌سوتا (به انگلیسی: Houston County, Minnesota) شهرستانی در ایالات متحده آمریکا است که در مینه‌سوتا واقع شده‌است.